# 청소년 성매수자 신상공개제도 사건
청소년 성매수자 신상공개제도 사건은 대한민국에서 청소년대상 성범죄자 신상공개제도에 위헌소지가 있다며 서울행정법원이 위헌법률심판 제청하여 이에 헌법재판소가 2003년 6월 26일 선고한, 사건번호 2002헌가14를 말한다. 청소년 대상 성매수자 및 성폭력범죄자들의 신상공개를 가능케 한 신상공개제도는 원조교제 문제를 해결하기 위한 것이었다. 원조교제로 인해 청소년보호위원회(현 여성가족부)의 신상공개처분을 받은 전직공무원이 법원에 위헌제청신청을 하자, 법원이 그에 응하여 헌법재판소에 위헌제청하게 된 사건이다.
이 사건에서 신상공개제도가 형벌에 해당하는지 여부 및 공개대상자의 기본권에 대한 과도한 침해인지 여부가 주요 쟁점이었다. 또한 공개시기⋅기간⋅절차 등이 법률로써 자세히 규정되어야 하는가에 대해 재판관 사이 의견이 첨예하게 대립하였다. 헌법재판소는 합헌의견 4인, 위헌의견 5인으로 나뉘어 위헌의견이 다수였지만 위헌정족수(6인)에 미달하여 결국 합헌결정을 내렸다. 이러한 헌법재판소의 결정과 신상공개제도에 대한 논란의 소지가 많았고, 이후 제도는 수 차례씩 친고죄 폐지와 동시에, 법 개정을 추진하였다.

## 사건 배경

### 일반신상공개제도
1999년 폰팅과 인터넷 채팅을 통한 원조교제로 심각한 사회적 문제가 계속 거론되어, 이를 막기 위해 국회는 2000년 2월 3일 청소년의 성보호에 관한 법률을 제정하였다. 동 법률(2000년 7월 1일 시행)은 청소년 대상 성매수자 및 성폭력범죄자의 처벌과 신상공개가 주된 내용이었다. 이에 근거하여 청소년보호위원회(현 여성가족부) 산하 신상공개사전심의위원회가 법무부 등으로부터 범죄자에 관한 자료를 받아 형량, 범죄유형, 대상청소년의 연령, 범행 수단, 범죄 사실의 요지 등의 정보를 합산하여 공개대상자를 선정하였다. 공개방법은 '관보게재'를 비롯하여 '청소년보호위원회(현 여성가족부)의 인터넷 홈페이지에 6개월간 게재'와 '정부중앙청사 및 특별시·광역시·도의 본청의 게시판에 1개월간 게시'하는 것이었다.

### 서울행정법원의 위헌법률심판제청
- 2000년 7월 1일 공무원인 두 모씨는 청소년에게 6만원을 제공하고 1회 성교행위를 하여 청소년의 성보호에 관한 법률 제5조를 위반한 혐의로 전주지방법원에서 벌금 500만원을 선고받고, 판결은 2000년 8월 26일 확정되었다. 2001년 5월 3일, 국무총리 산하 청소년보호위원회는 두 모씨를 포함한 청소년 대상 성범죄자 170명의 성명, 연령, 생년월일, 직업, 주소 등과 범죄사실의 요지를 관보에 게재하고 위원회의 인터넷 홈페이지에 6개월간, 정부중앙청사 및 특별시⋅광역시⋅도의 본청 게시판에 1개월간 게시한다는 결정을 하였다.

- 2001년 7월 16일 두 모씨는 서울행정법원에 국무총리 산하 청소년보호위원회를 상대로 공개처분의 취소를 구하는 소를 제기한 후, 그 소송 계속 중에 위 법률 제20조에 대한 위헌여부심판제청을 신청하였다. 2001년 7월 23일 서울행정법원이 두 모씨의 공개금지 가처분신청을 인용하자 국무총리 산하 청소년보호위원회는 2001년 8월 30일 두 모씨를 제외하고 169명의 신상을 공개하였다.

- 2002년 7월 26일 서울행정법원은  신상공개는 실질적으로 형벌의 속성을 가지므로 헌법 제13조 제1항이 금지하는 이중처벌에 해당하고, 행정청인 국무총리 산하 청소년보호위원회가 신상공개 여부를 결정하는 것은 법관에 의한 재판을 받을 권리의 침해 및 적법절차원칙에 위배되어 위헌의 의심이 있다고 밝히면서, 위 법률 제20조 제2항 제1호, 제3항, 제4항, 제5항에 대하여 헌법재판소에 위헌여부심판을 제청하였다.

## 결정
합헌의견 4인, 위헌의견이 5인으로 위헌의견이 다수였으나 위헌정족수(6인)에 미달하여 신상공개제도는 헌법에 합치된다고 결정하였다.

### 합헌 의견
재판관 윤영철, 재판관 하경철, 재판관 김효종, 재판관 김경일
- 공개대상자가 느끼는 수치심과 불명예는 입법목적의 부수적 효과일 뿐이며, 공개내용은 이미 공개재판에서 확정된 판결의 일부로서 사생활에 관한 새로운 내용을 밝히는 것이 아니므로 공개제도는 또 다른 형벌이라 볼 수 없다. 따라서 헌법 제13조의 이중처벌금지 원칙에 위배되지 않으며 법관에 의한 재판을 받을 권리를 침해한 것이라 할 수 없다.

- 이미 공개된 형사재판에서 유죄가 확정된 판결이라는 공적 기록의 일부를 공개하는 것이므로 공개대상자의 인격권이나 사생활의 비밀이 제한되는 정도가 청소년 성보호라는 공익적 요청에 비해 크다고 할 수 없으므로 과잉금지의 원칙에 위배되지 않는다.

- 신상공개제도로 인하여 기본권 제한상의 차별을 초래하나, 그 입법목적(청소년의 성보호)과 이를 달성하려는 수단(신상공개) 간에 비례성을 벗어난 차별이라고 볼 수 없으므로 평등원칙에 위배되지 않는다.

- 독립성과 중립성을 갖춘 청소년보호위원회는 여러 정황을 고려하여 신상공개를 결정하며, 공개대상자에게는 의견진술기회를 주도록 하고, 공개결정에 대하여는 행정소송으로 다툴 기회가 보장되므로 적법절차원칙에 위배되지 않는다.

- 법률에서 대통령령에 위임되는 사항은 구체적 시기⋅기간⋅절차 등이므로 신상공개제도의 본질적 부분이 아니다. 그리고 그 내용이 어느 정도 예측 가능하므로 포괄위임입법금지 원칙에 위배되지 않는다.

### 위헌 의견
재판관 한대현, 재판관 김영일, 재판관 권성, 재판관 송인준, 재판관 주선회
- 신상공개제도는 공개대상자를 범죄퇴치수단으로 취급하고, 성범죄자 치료 등의 다양한 수단으로 청소년 성매매를 방지할 수 있으며, 범죄억제의 효과는 불확실하다. 따라서 공개대상자의 인격권을 과도하게 침해한다.

- 일반범죄자 및 공개대상자가 아닌 청소년대상 성범죄자와 공개대상자인 청소년 성매수자를 차별할 만한 합리적 이유가 없으므로 평등원칙에 위배된다.

- 신상공개제도에서 시기⋅기간⋅절차 등은 공개대상자의 기본권에 직접 영향을 주는 중요한 사항이다. 그럼에도 위임할 내용이나 범위를 구체적으로 정하지 않아서 하위법령의 내용을 예측하는 것이 불가능하다. 따라서 포괄위임입법금지 원칙에 위배된다.

### 서울행정법원의 공개처분 취소결정
일반신상공개제도에 관한 헌법재판소의 합헌결정으로 인해 두 모씨는 2003년 12월 초에 예정된 청소년보호위원회의 5차 공개대상자에 포함될 예상이었다. 그러나 헌법재판소에 위헌법률심판 제청을 하였던 서울행정법원 행정11부는 2003년 10월 13일 ‘청소년보호위원회는 두 모씨에게 신상공개 사전심의위원회 운영규정이 정한 교육프로그램을 이행하는 대신 신상 공개처분을 직권 취소하라’는 조정권고 결정을 내렸다. 그 이유는 ‘법규정에 의하면 법원의 재량권이 있고, 두 모씨의 위반 행위는 죄질이 경미하므로, 성 보호를 위한 재범 방지 교육을 이수하면 신상공개를 면제해주는 제도가 실시되기 때문’이라고 설명했다.

## 논란의 소지
서울행정법원의 위헌제청 이후 2002년 8월 26일 법률가 31명이 서울변호사회관에서 기자회견을 갖고 “신상공개제도는 어린이와 청소년들의 성적 인권을 보호하기 위한 필수불가결한 제도일 뿐 아니라 우리 헌법정신에 부합하는 합헌적인 제도임을 천명한다”고 주장했다. 2003년 6월 26일 헌법재판소가 합헌결정을 내리자 서울YMCA, YWCA, 한국성폭력상담소, 한국여성민우회 등 13개 단체는 공동으로 논평을 내고 "이번 판결은 그간 청소년 대상 성매수 범죄를 비교적 가볍게 여기는 사회적 분위기에 일침을 가한 것으로 대환영한다"고 밝혔다.
헌법재판소의 결정을 비판하는 학자는 "신상공개제도는 그 정당성이 없고 과잉금지원칙, 평등원칙, 이중처벌금지 원칙, 적법절차원칙에 위반되므로 폐지되어야 한다"고 주장하였다.
2004년 7월 14일 국무총리 산하 청소년보호위원회(현 여성가족부)가 청소년 성폭력 범죄로 2차례 이상 실형을 받은 사람이 재범 위험의 우려가 있으면 기존의 공개사항 외에 사진과 주소지를 공개한다는 방안을 추진하자, 2005년 3월 1일 국가인권위원회는 "주소와 사진 등의 자세한 신상 공개는 성폭력 범죄자의 사생활을 지나치게 노출하여, 재사회화를 가로막으며 정상적인 사회 생활을 할 수 없도록 하는 부작용이 있고, 인권 침해 문제 등 논란의 소지가 많아, 도입을 자제하는 것이 바람직하다"고 반대의사를 밝혔다.
그러자 2005년 3월 4일 전국 성폭력상담소ㆍ피해자보호시설 협의회는 국가인권위원회의 반대의사와 관련하여 유감을 표시하는 성명을 발표했다. 협의회는 성명에서 "인권위의 이번 판단은 성폭력 피해자의 인권 현실에 얼마나 무지한가를 단적으로 드러내는 것이며 인권위의 존립 필요성과 의미에 대해 회의하게 만든다"고 비판했다.
2006년 2월 21일 용산 초등학생 살해 유기사건이 성범죄 전과를 가진 한 동네 주민의 소행으로 밝혀짐에 따라 미성년자 대상 성범죄의 재발방지를 위한 기존 제도에 허점이 있는 것으로 드러났다. 신상공개 장소가 관보와 인터넷 홈페이지, 정부중앙청사의 게시판으로 제한되어 있으며, 신상 정보가 공개되기까지 꽤 오랜 시일이 걸리는 등 유명무실하다는 비판이 많았다.

## 결정 이후의 변화

### 공개 인원
일반신상공개제도 시행 중에 국무총리 산하 청소년보호위원회(현 여성가족부)는 13차에 걸쳐 총 6519명의 신상정보를 공개하였다(성범죄자 신상 공개 명단은 가독성을 높이기 위해 관보 게재 일자로 표시하였다).
| 순 서     | 날 짜(관보 게재 일자) | 공개 인원 |
| --------- | --------------------- | --------- |
| 1차 공개  | 2001년 8월 30일       | 169명     |
| 2차 공개  | 2002년 3월 19일       | 443명     |
| 3차 공개  | 2002년 9월 24일       | 671명     |
| 4차 공개  | 2003년 4월 9일        | 643명     |
| 5차 공개  | 2003년 12월 18일      | 545명     |
| 6차 공개  | 2004년 7월 14일       | 553명     |
| 7차 공개  | 2004년 11월 24일      | 557명     |
| 8차 공개  | 2005년 6월 20일       | 532명     |
| 9차 공개  | 2005년 12월 19일      | 512명     |
| 10차 공개 | 2006년 5월 22일       | 533명     |
| 11차 공개 | 2006년 12월 19일      | 494명     |
| 12차 공개 | 2007년 4월 24일       | 485명     |
| 13차 공개 | 2007년 11월 21일      | 383명     |

```
* 총 공개 인원수 : 6519명 (2007년 하반기 13차 공개 기준)
```

### 제도변화
2007년에는 일반신상공개제도를 사실상 폐지하고 정보등록 및 열람제도를 확대⋅강화하였다. 2009년에는 법원의 공개명령제도를 도입하고 여성가족부가 정보통신망을 통해 공개하도록 하였다. 2010년 7월 26일 여성가족부는 성범죄자 알림e사이트를 개설하여 성범죄자의 신상정보조회를 가능하게 하였다.
| 법률명칭                           | 제⋅개정일자          | 신상공개방식         | 주요 내용                                                               |
| ---------------------------------- | -------------------- | -------------------- | ----------------------------------------------------------------------- |
| 청소년의 성보호에 관한 법률        | 2000.2.3. 제정       | 일반신상정보공개     | 청소년보호위원회(현 여성가족부)가 신상정보를 인터넷을 통하여 공개       |
| 청소년의 성보호에 관한 법률        | 2005.12.29. 일부개정 | 세부정보등록⋅열람    | 국가청소년위원회(현 여성가족부)에 의한 신상정보의 등록 및 열람제도 도입 |
| 청소년의 성보호에 관한 법률        | 2007.8.3. 전부개정   | 행정기관에 의한 공개 | 일반신상공개제도를 사실상 폐지                                          |
| 아동⋅청소년의 성보호에 관한 법률   | 2009.6.9. 전부개정   | 법원에 의한 공개명령 | 법원의 공개명령제도를 도입하여 기존의 열람방식 개선                     |
| 아동⋅청소년의 성보호에 관한 법률   | 2010.4.15. 일부개정  | 법원에 의한 고지     | 등록정보 고지제도 신설                                                  |
| 성폭력범죄의 처벌 등에 관한 특례법 | 2010.4.15. 제정      | 법원에 의한 공개명령 | 법무부가 성인 대상 성범죄자의 신상정보를 인터넷에 등록ㆍ공개            |

### 공개대상
2010년 성폭력 범죄의 처벌 등에 관한 특례법 제정 이후 '신상공개 대상자'는 아동·청소년의 성보호에 관한 법률 및 성폭력범죄의 처벌 등에 관한 특례법에서 정하는 강간, 강제추행, 성매수, 알선영업행위, 음란물 제작 배포 등의 죄를 범하여 법원으로부터 유죄판결과 동시에 공개명령 선고를 받은 자를 말한다. 여성가족부가 운영하는 성범죄자 알림e(http://www.sexoffender.go.kr) 사이트를 통해 공개되는 정보는 신상정보 등록대상자의 성명, 나이, 주소(읍면동까지), 키와 몸무게, 사진, 성범죄 사실의 요지이며, 열람은 징역 3년 이상의 범죄에 대하여서는 최장 10년, 3년 이하의 범죄에 대하여서는 최장 5년, 벌금형의 범죄에 대하여는 최장 2년간 가능하다.

### 범죄통계
이러한 제도개선의 노력에도 불구하고 2011년 9월 8일 경찰청이 국회 행정안전위원회에 제출한 자료에 따르면 2010년 발생한 성폭력 사건의 피해자 중 16세 이상 20세 이하 청소년은 4,529명으로 집계됐다. 이는 3년 전인 2007년의 3,159명보다 43% 늘어난 수치로 같은 기간 전체 성폭력 피해자 증가율인 33%를 10% 포인트 상회했다. 13세 이상 15세 이하의 성폭력 피해자는 2010년 1,656명으로 2007년의 1,220명보다 36% 늘어 전체 증가율보다 높다.

## 해외에서의 입법례
미국 뉴저지주에서 1994년 7월 29일 7세 여자 아이 메간 칸카(Megan Kanka)가 이웃에 사는 성범죄 전과자에 의해 강간 살해된 사건이 발생하였다. 피해자의 부모는 이웃 사람이 성범죄 전과자라는 사실을 알았다면 비극을 막을 수 있었을 것이라고 주장하며, 성범죄자 입법제정을 위한 운동을 하였다. 이 사건을 계기로 1994년 뉴저지 주에서 처음 메간법(Megan's Law)이 제정되었고 1996년 5월 17일 연방법인 메간법이 제정되었다. 연방 메간법(Megan’s LawSex Offender Registration Act)은 등록의무가 있는 성폭력범죄자를 재범 위험의 정도에 따라 3단계로 분류, 단계에 따라 법집행기관과 지역사회에 신상정보가 공개되는 제도다.
영국에서 1997년 제정한 성범죄자법(Sex Offender Act of 1997)은 일반적인 통지제도는 규정하지 않았고, 경찰이 범죄의 위험성을 구체적으로 판단하여 단지 예외적으로만 정보를 공개할 수 있었다. 그러나 2000년 7월 8세 여자 아이 사라 페인(Sarah Payne)이 출소후 3주된 성범죄 전과자에게 강간 살해된 사건이 발생하자 메간법과 같은 일반적 통지제도의 도입하자는 여론이 확대되었지만 결국 일반적인 통지제도는 도입하지 않았다. 사라법(Sarah's Law)이라고 이름 붙여진 동 개정법은 그 대신 단지 지역별 성범죄자들의 숫자만 일반인들에게 공개할 수 있도록 하였다.
캐나다의 경우 2003년까지는 연방정부의 입법 없이 약 반수 이상의 주에서 성범죄자의 신상공개가 여러 형태로 시행되다가 2004년 연방법으로 성범죄자 정보등록법(Sex Offender Information Registration Act 2004)이 제정됐다.
그 외에 성범죄자 신상공개제도를 도입했거나 판례 등을 통해 운영하는 국가로는 오스트레일리아, 남아프리카 공화국, 이탈리아, 뉴질랜드, 노르웨이, 중화민국 등이 있다.

## 같이 보기
- 성범죄자 알림e
- 성범죄자 재범방지 교육
- 성범죄자 취업제한 제도
- 성범죄자 우편고지 제도
- 사라법(en)
- 메간법(en)